# Moritz Borchmann
Moritz Borchmann, auch Mauritz Borchmann oder Moritz Bergmann (geboren vor 1628; begraben 22. Mai 1666 in Hannover) war ein deutscher Goldschmied und hannoverscher Münzmeister. Sein Münzzeichen bestand aus den beiden großgeschriebenen Buchstaben M B, einzeln oder ligiert.

## Leben und Werk
Moritz Borchmann wurde mitten im Dreißigjährigen Krieg ab 1628 in den hannoverschen Münzakten erwähnt.
1636, dem Jahr des Residenzrezessvertrages durch Herzog Georg von Calenberg, wurde die Lieferung von zwei Flaschen Borchmanns für die Huldigung urkundlich festgehalten. Gemeinsam mit seinem Kollegen Hans Rhaders lieferten die beiden je zwei „inwendig und auswendig verguldete“ Flaschen, für die deren Gesellen mit je 18 Groschen „Trinkgeld“ für ihre Arbeit entgolten wurden, während die Meister selbst das Lot mit je 20 Groschen berechneten.
1638 heiratete Borchmanns Amtsbruder, der spätere Münzmeister Andreas Scheele, in der Marktkirche von Hannover eine oder die Schwester von Moritz Borchmann.
1663 fertigte Borchmann das Schild für den Willkomm aus Zinn der Maurer- und Steinhauergilde, das mit „Cord Distel 1663“ bezeichnet ist, dem 1669 gestorbenen Maurer- und Steinmetzmeister, der den Willkomm – mit dem Münzzeichen Borchmanns – gestiftet hatte.

## Weitere bekannte Werke
- 1628: Halber Reichsort (Achtel Reichstaler)[5]
- 1628: einseitig geschlagener Pfennig[5]
- 1629:
  - Goldgulden[5]
  - Taler[5]
  - Halbtaler[5]
  - Vierteltaler[5]
  - Achteltaler[5]
- 1630: Goldgulden[5]
- 1632: Groschen[5]